# Étvágytalanság
Az étvágytalanság az étvágy elvesztése. A tünet orvosi neve, az anorexia szó szerint is ugyanezt jelenti: („orexis” = vágy, „an-orexis” = vágy hiánya), étvágytalanság. (Orvosi neve ellenére az étvágytalanság nem azonos az anorexia nervosa nevű pszichiátriai betegséggel, melynek a köznyelvi neve anorexia.)
Az étvágytalanság miatt a beteg kevesebbet eszik, mint amennyi kielégítené szervezetének szükségleteit, emiatt lefogy, súlyt veszít. A súlyveszteség mellékhatásai a fertőzésekre való fogékonyság, a hormonháztartás zavarai, szélsőséges esetekben pedig halált is okozhat.

## Okai
Az étvágytalanság sok betegség tünete lehet, mint például majdnem minden súlyosabb fertőzés, depresszió, daganatos megbetegedések, drogfüggőség, vagy a már említett anorexia nervosa.
Az anorexia nervosa egy pszichiátriai kórkép, amit helytelenül egyszerűen csak anorexiaként emlegetnek.
Ennek az evési problémának fő jellemzője, hogy a beteg drasztikus mértékű fogyásra törekszik. Orvosi esetnek tekinthető az, aki legalább 15%-kal könnyebb, mint a legkisebb normális súlya.

## Kezelése
Minden esetben az étvágytalanság kiváltó okát kell kezelni, azaz a fertőzést, a depressziót, a tumort, vagy a pszichés anorexia nervosát.

## Lásd még
- Alultápláltság

## Külső hivatkozások
- Leggyakoribb táplálkozási zavarok
- Evészavarok: anorexia és bulimia Archiválva 2011. október 2-i dátummal a Wayback Machine-ben